# Gros Van
Pour les articles homonymes, voir Van.
Le Gros Van est un sommet des Préalpes vaudoises, en Suisse, qui culmine à 2 189 m d'altitude. Surplombant le col des Mosses, il sépare, avec le mont d'Or, le lac de l'Hongrin de la vallée des Ormonts.